# ランボルギーニ
アウトモービリ・ランボルギーニ（Automobili Lamborghini S.p.A. イタリア語発音: [autoˈmɔːbili lamborˈɡiːni]）は、イタリアの高級スポーツカーおよびSUVブランド、製造会社である。サンタアガタ・ボロニェーゼに本社を置く。フォルクスワーゲン・グループが子会社のアウディを通じて所有している。

## 歴史

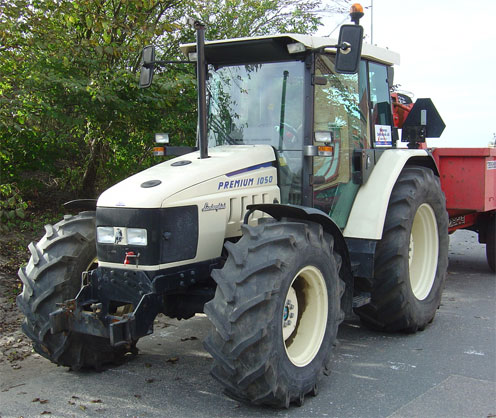
ランボルギーニのトラクター、プレミアム1050

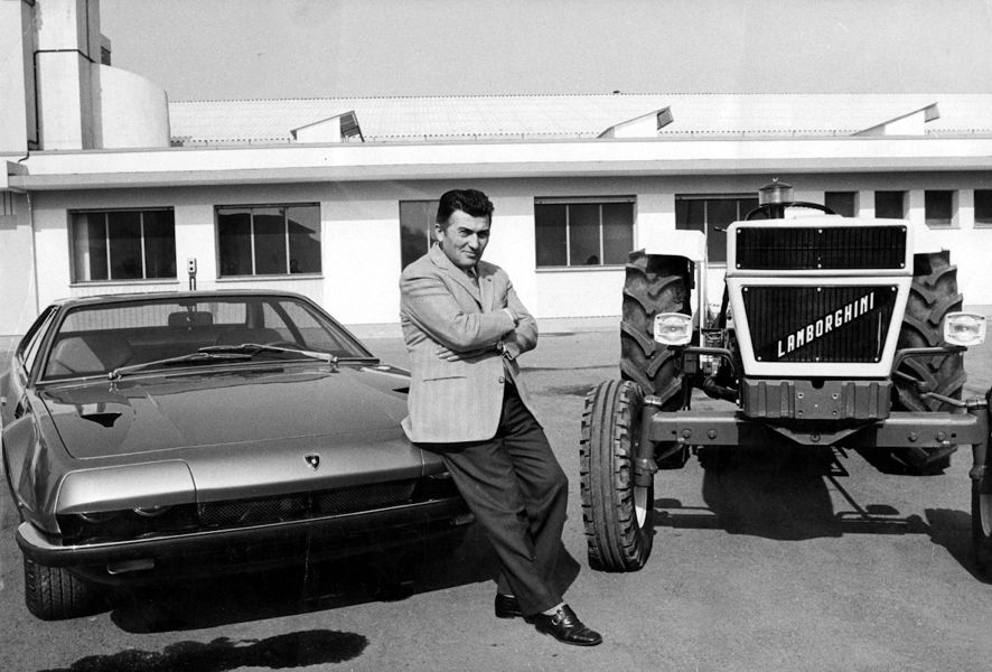
フェルッチオ・ランボルギーニとハラマ（1970年）

創業者であるフェルッチオ・ランボルギーニは、第二次世界大戦後、イタリアにトラックが不足していることに目を付け、軍が放出するトラックを民生向けに改造し販売することで富を得た。大戦中、ロドス島にて兵器のメンテナンスに当たっていた彼の経験が活かされる形となった。1947年、当時から自動車好きであった彼は、これを元手に小さなチューニングショップを開いた。
1948年、彼は友人と共にミッレミリアに参戦した。車両はフィアット・トポリーノで、自作のOHVヘッドが載せられていた。しかし途中で友人が運転を誤り、レストランに突っ込んでしまう。この際、彼は友人と共に車外に投げ出され、大ケガを負った。後に彼がレース界から距離を置くようになったのは、この経験が一因であるとされている。
その後、彼はトラックに続いてトラクターの自社開発に取り組み、1949年にランボルギーニ・トラットリーチ SpAを設立した。当初はただ同然で手に入れた軍放出車両のモーリスエンジンを用いた一般的なものであったが、後に自ら開発した排気熱で軽油を気化するイン・パボリザトーレというシステムを使って高性能なトラクターを作った。これは当時高価であったガソリンをエンジンの始動と暖気に使うだけで済み、後は安価な軽油で充分に動かせたため、大ヒットに繋がった。また1960年にはランボルギーニ・ブルチアトーリ SpAを設立し、ボイラーとエアコンの製造販売を手掛け、これも成功を収めた。
巨万の財を築いた彼はエキゾチックカーを収集するようになる。しかし、どの車も暑すぎたり、スピードが十分でなかったり、狭すぎたりしたため、フェルッチオを満足させるものではなかった。のちにエキゾチックカーの生産に乗り出したフェルッチオは、「助手席に座るレディのメイクアップが（汗で）落ちないような快適な車を作りたい」と語ったという。やがて彼は富の象徴、フェラーリのオーナーとなるが、当時のフェラーリにはクラッチに決定的欠陥があった。所有するフェラーリの度重なるクラッチ故障に頭を痛めた彼は、自社のトラクター工場でフェラーリを修理することを思いつく。いざクラッチを分解してみると、使われていたのはなんと自社のトラクター用パーツと同型のボーグ&ベック製のクラッチ板であり、しかも全く同一のパーツにフェラーリはトラクター用の十倍の値段を付けていた。フェラーリは当時すぐに壊れたので、自分でフェラーリに負けないようなスーパーカーを作りたいと考えた。
元々、優秀なメカニックでもあった彼は、クラッチ修理と同時にフェラーリに装着されていたウェーバー製のダウンドラフト型キャブレターをサイドドラフト型の物に改め、シリンダーヘッドをオリジナルのSOHCから当時は市販のフェラーリに採用されていなかったDOHCに改造した。完成した車は公道でのテスト走行中の新型フェラーリを「カモ」にできるほど速かったという。
既存のエキゾチックカーに少なからず不満を抱いていた彼は、これがきっかけで自動車ビジネスに乗り出す決意をしたといわれる。前述のフェラーリのパーツに見られるような高額な価格設定に触れ、「この商売は儲かる」と踏んでもいた。フェルッチオはこのとき、有望なビジネスモデルとして高級車業界を見ており、スポーツカーへの愛情とその財力を背景にアウトモービリの創設を決意した。

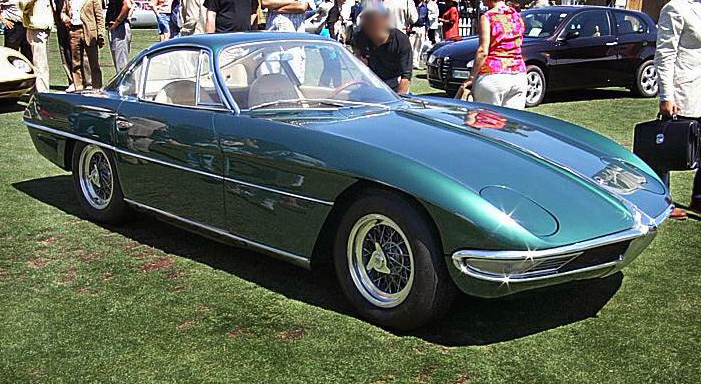
Lamborghini 350 GTV

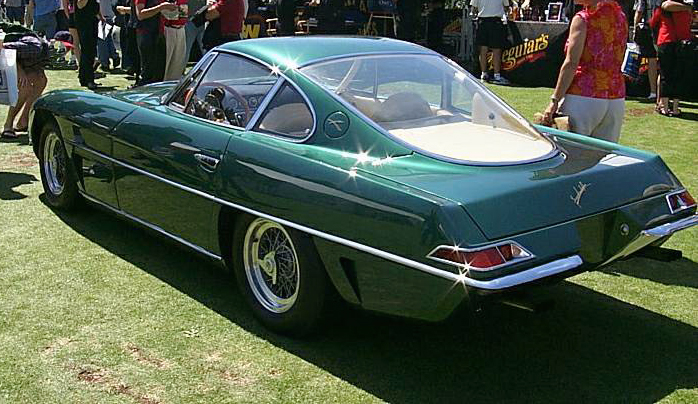
Lamborghini 350 GTV リア

この1963年トリノショーに出品された350GTVは非常に目を引く独創性にあふれたフランコ・スカリオーネのデザインによるボディラインを持ち、性能面や上質なインテリア等で一定の評価を得たが、居住性やGTとしての使い勝手で酷評を受ける。
この評を受けてすぐにフェルッチオは根本的な改修を指示、翌年カロッツェリア・トゥーリングにより手直しを受けたボディを纏った市販車としての第一号350GTをロールアウト。ここに市販車メーカーとしてのアウトモービリ・ランボルギーニの歴史は幕を上げた。

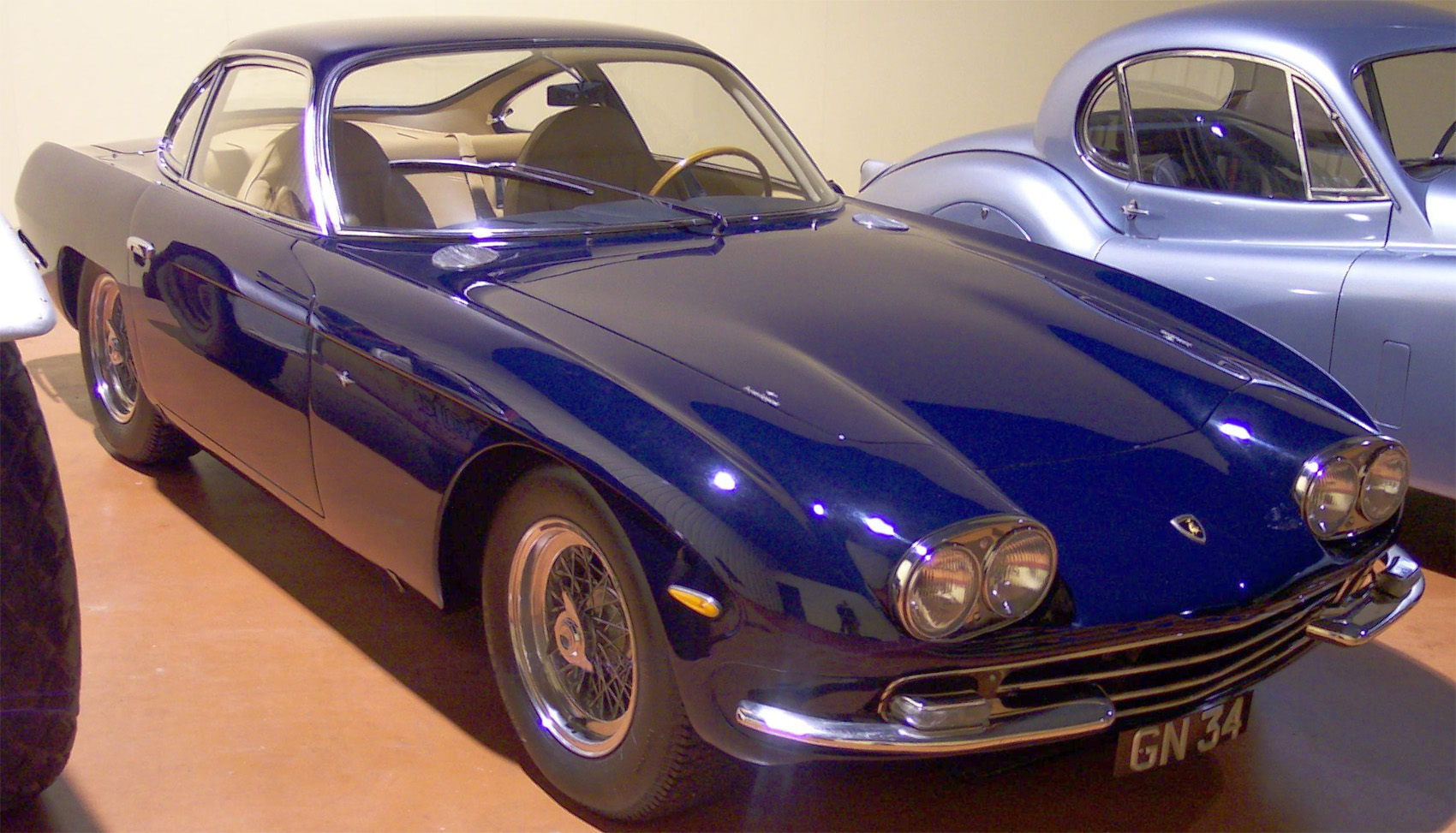
ランボルギーニ・350GT

当初こそ、伝統のあるマセラティやフェラーリを引き合いに出されてはトラクターメーカーとしての出自を揶揄されたが、翌年に後継の400GTがロールアウトされる頃になると独創的なスタイルと快適性の高次での両立がエグゼクティブの間で話題となり、350GTは130台以上、400GTでは250台以上、当時の超高級GTとしては非常に良好なセールスを記録している。この後1966年のランボルギーニ・ミウラ、1971年のランボルギーニ・カウンタック（クンタッシ）と有名な車を次々と送り出し、世界的スーパースポーツのブランドとなった。

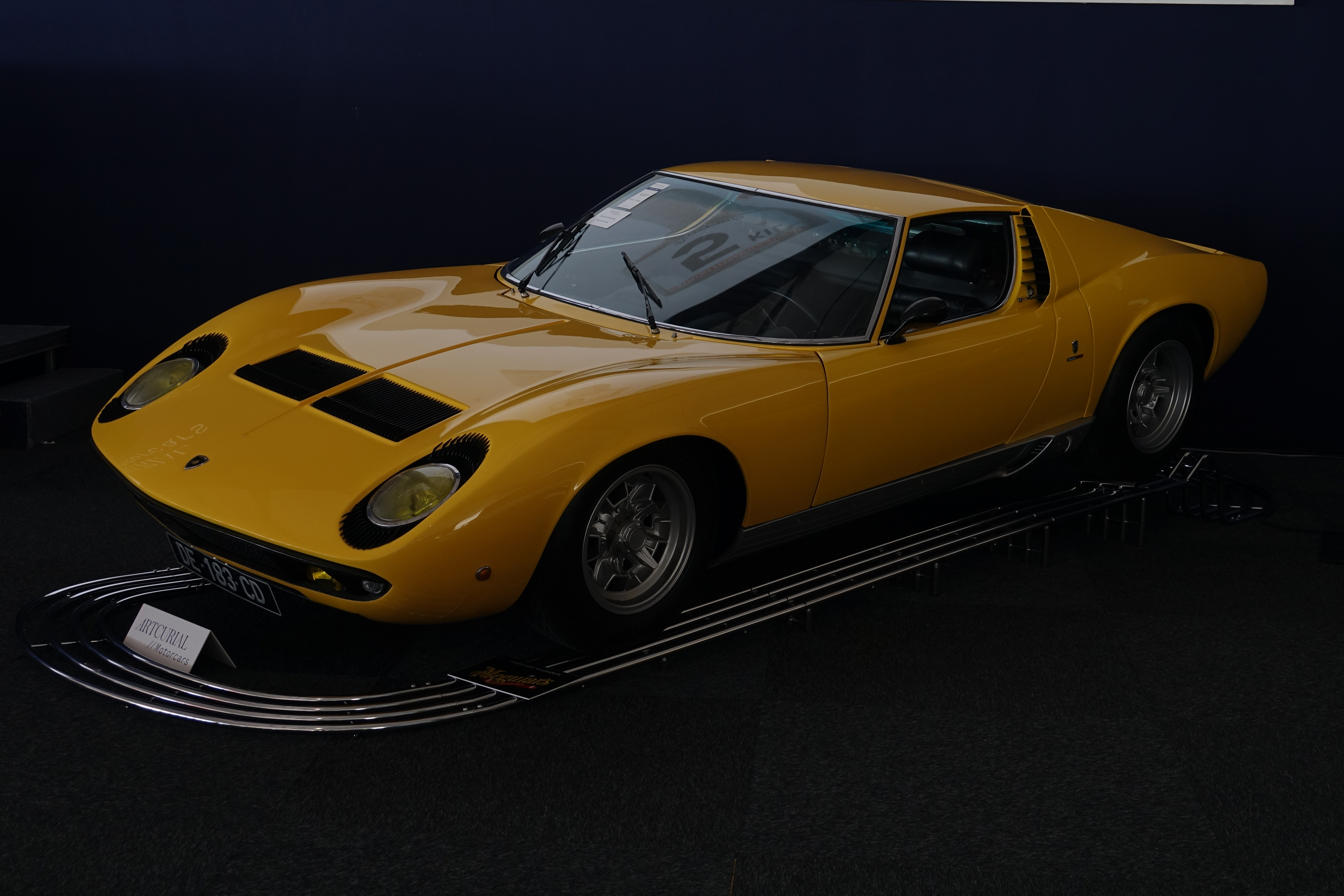
ミウラ

トラクターの他にヘリコプターも作ったが、認可が下りず、結果的に、プロトタイプの2台しか現存していない。 イタリア・モデナにあるトニーノ・ランボルギーニ・ムゼオにフェルッチオが関わったランボルギーニ製品が展示されている。

### 年表
- 1962年4月 - 農業機械（トラクター）製造で成功を収めていたフェルッチオ・ランボルギーニが設立。
- 1963年10月26日 - トリノ・オートショーで1号車になる「350GTV」を発表。
- 1971年8月 - ボリビアで起こったクーデターにより、親会社であるランボルギーニ・トラットリーチ SpAと前政府との間に結ばれていた、5000台のトラクター購入に関する契約を破棄される。資金難に陥ったランボルギーニ・グループはランボルギーニ・トラットリーチ SpAの全株をフィアットに移譲。自動車部門の株式51%をスイス人投資家のジョルジュ=アンリ・ロゼッティ（Georges-Henri Rossetti）に売却。
- 1974年9月 - 石油ショックの影響から、ロゼッティの友人であるレイネ・レイマーに残り49%の株式を売却し、創業者フェルッチオ・ランボルギーニの手から離れる。
- 1978年4月 - BMWから委託されていたM1の生産の遅れから契約を破棄され倒産。イタリア政府の管理下に置かれる。
- 1981年 - フランスの実業家パトリック・ミムランが250万ドルで購入。
- 1987年 - クライスラー傘下となる。
- 1993年10月 - インドネシアの新興財閥であるSedtcoグループのメガテックに譲渡。
- 1999年 - アウディ傘下となる。アウディ・グループの意向でそれまでドイツのフィアットAGに在籍していたシュテファン・ヴィンケルマン（英語版）がCEOに就任。ガヤルドやムルシエラゴのデザインをルク・ドンカーヴォルケ（今は、スペインの自動車メーカーセアトに在籍している）が手がけた。以降は、アウディ・グループ内のデザイン部門主任、ワルテル・デ・シルヴァが務める。
- 2001年 - ランボルギーニミュージアムがオープン。
- 2013年 - ランボルギーニ創立50周年。記念イベントとして、ミラノからローマ、そして本拠地へと戻るパレード「グランデ・ジロ」を開催した。同パレードのため、世界各地からミラノに350台にも及ぶランボルギーニが集結したという。
- 2016年3月 - スクーデリア・フェラーリの元チーム代表・ステファノ・ドメニカリがCEOに就任。
- 2020年12月 - ステファノ・ドメニカリに代わり、ブガッティ・オトモビル代表のステファン・ヴィンケルマンがCEOを兼任[2]。
- 2023年 - ランボルギーニ創立60周年。
- 2024年 - ロゴとコーポレートアイデンティティを約20年ぶりに変更した[3][4]。

## 車種一覧
エンブレムの闘牛にちなんで、闘牛に関連した車名が多い。

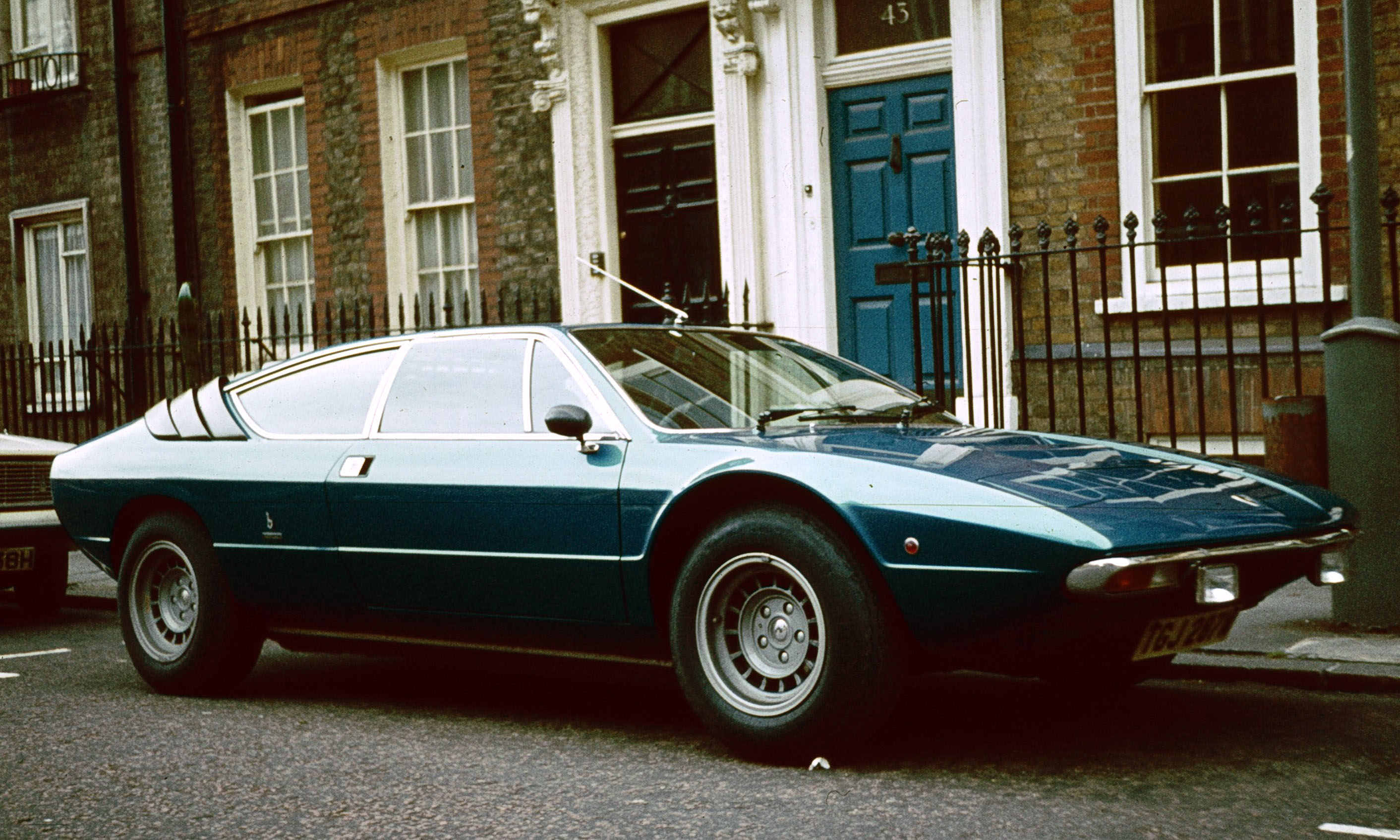
ウラッコ

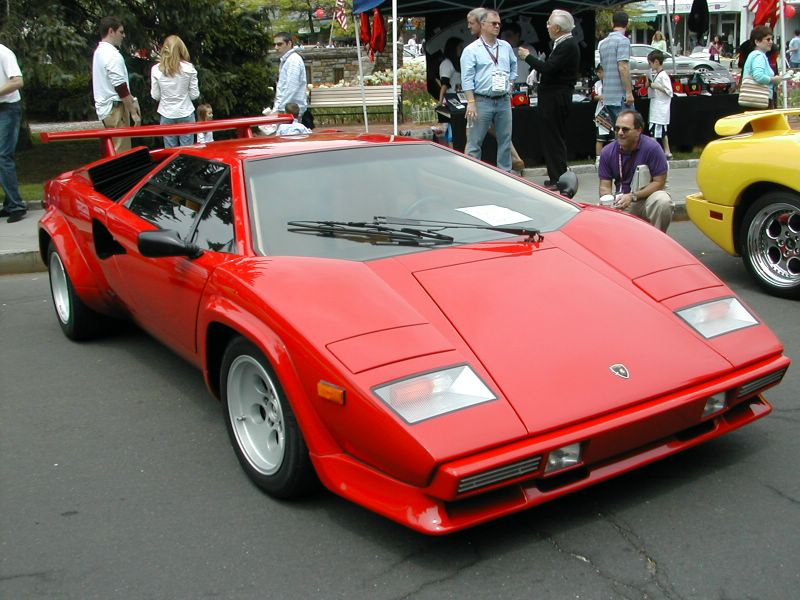
カウンタック LP500S

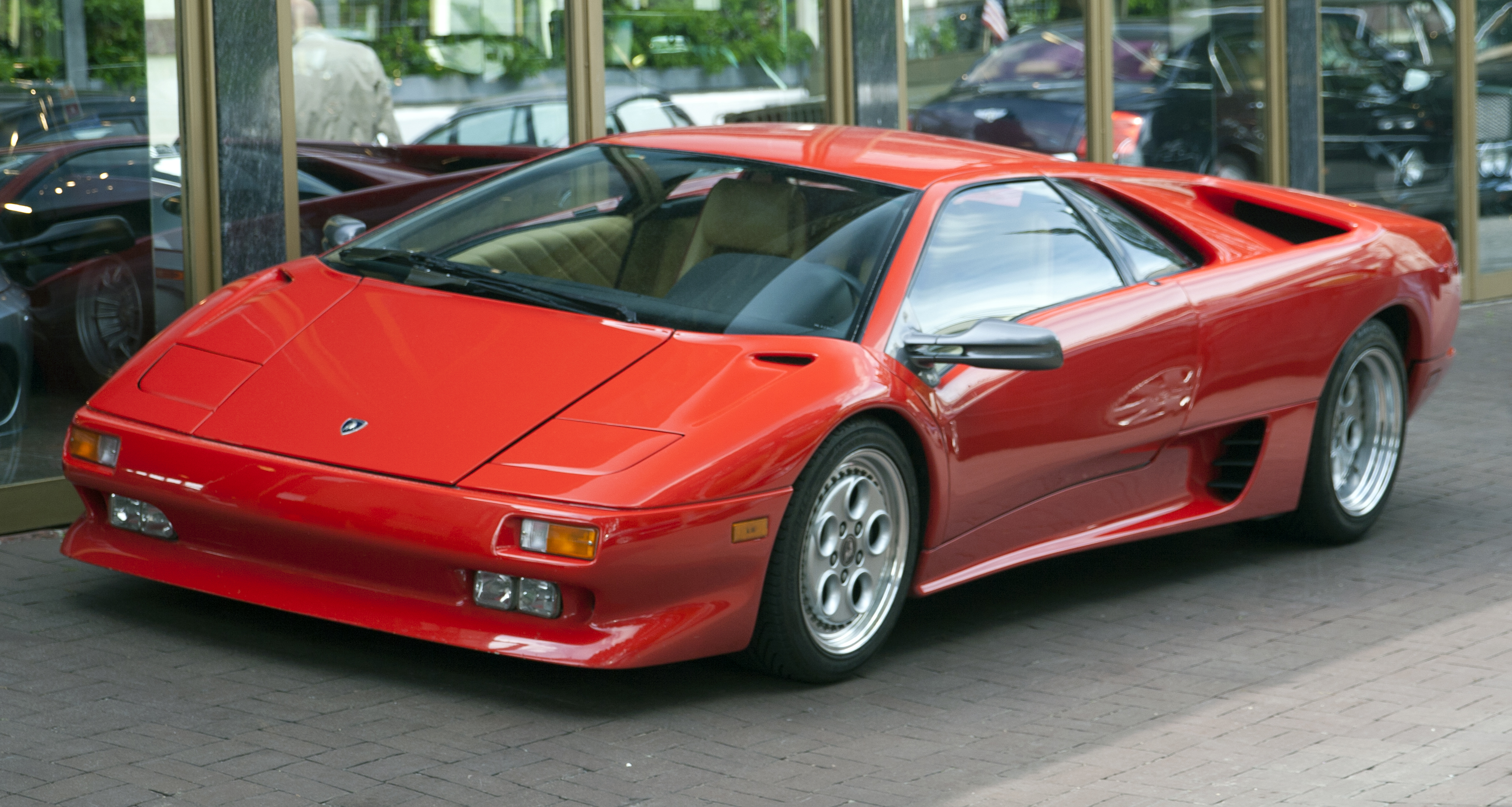
ディアブロ(前期型)

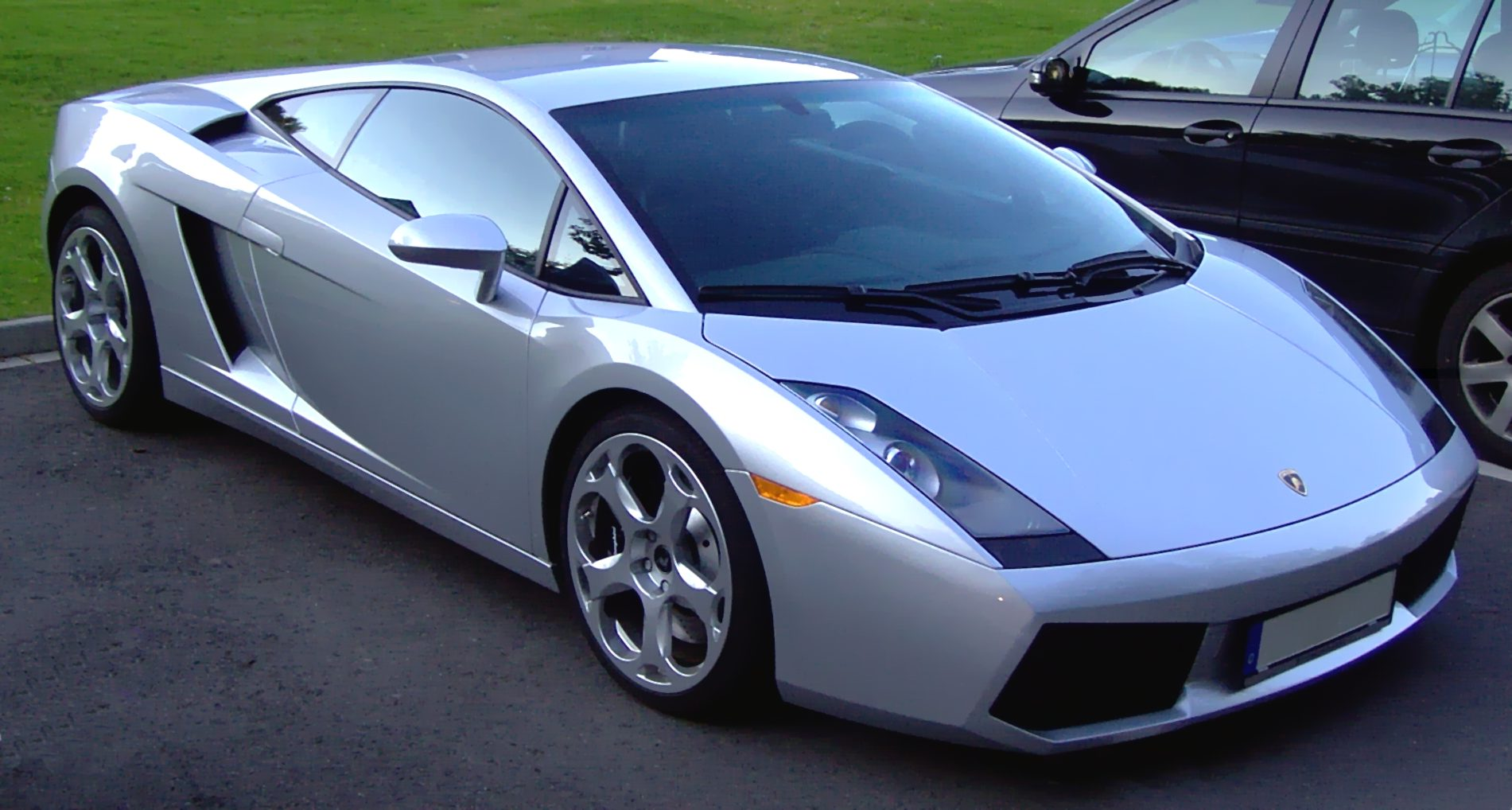
ガヤルド(前期型)

### 現行車種(発売順)

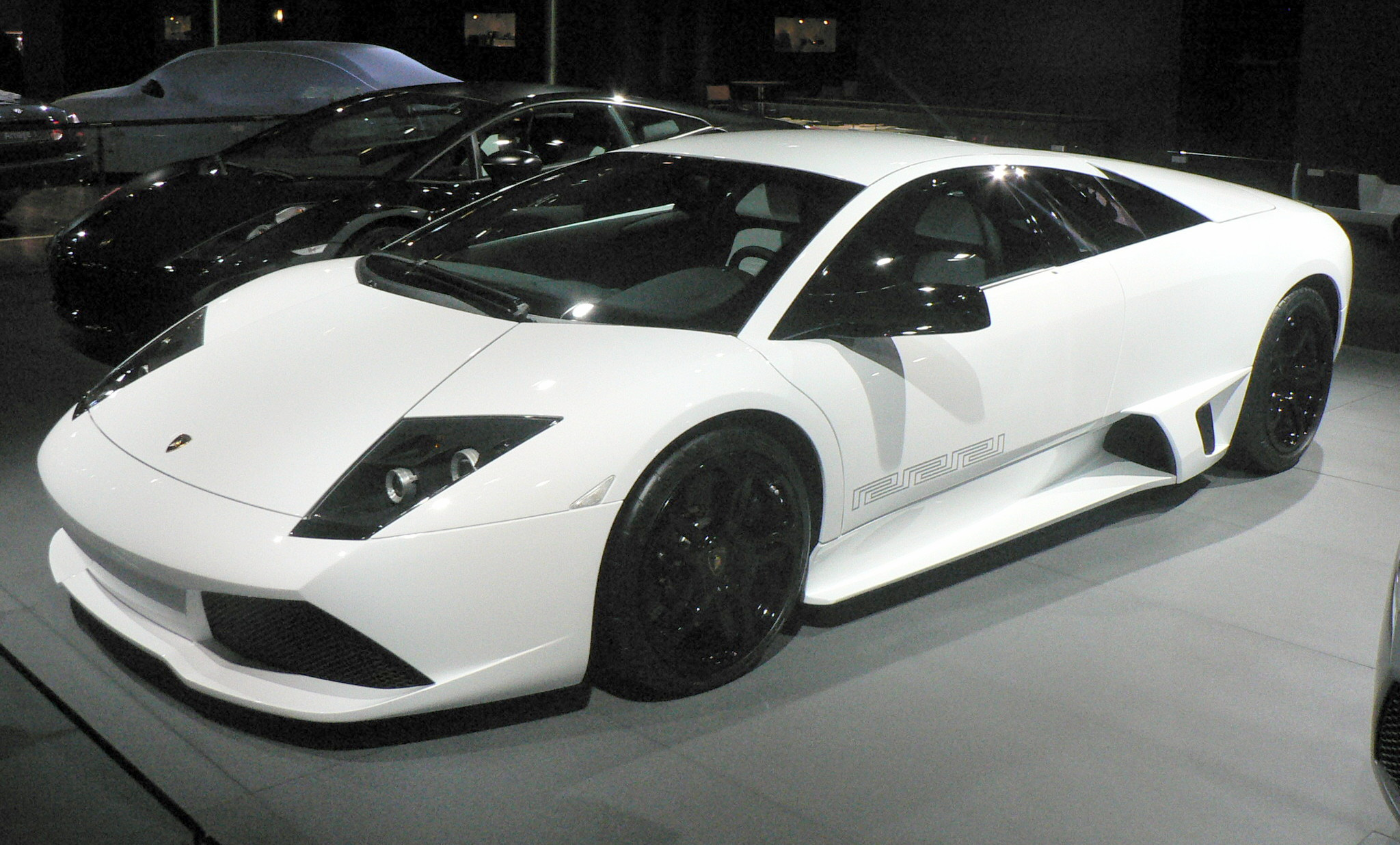
ムルシエラゴ LP640

| 外観 | 車名       | 排気量 | エンジン              | 駆動方式 | 座席数 | 備考 |
| ---- | ---------- | ------ | --------------------- | -------- | ------ | ---- |
|      | テメラリオ | 4.0L   | V型8気筒ツインターボ  | 4WD/MR   | 2      |      |
|      | ウラカン   | 5.2L   | V型10気筒自然吸気     | 4WD/MR   | 2      |      |
|      | ウルス     | 4.0L   | V型8気筒ツインターボ  | 4WD      | 4・5   |      |
|      | レヴエルト | 6.5L   | V型12気筒ハイブリッド | 4WD      | 2      |      |

### 過去の主な車種

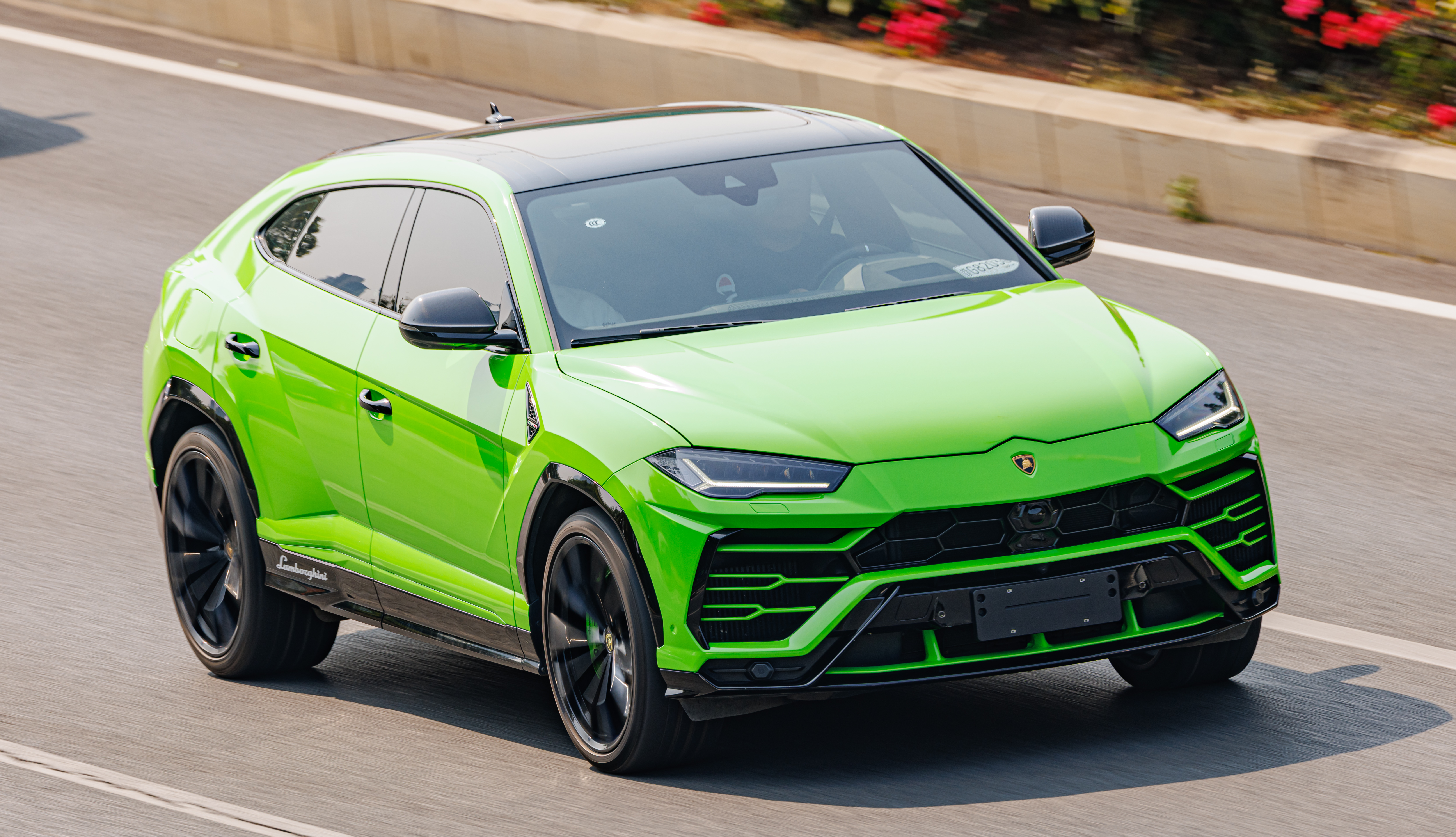
ウルス(前期型)

- 350GT
- 400GT
- イスレロ
- エスパーダ
- ウラッコ
- シルエット
- ジャルパ
- LM002
- ミウラ
- カウンタック
- ディアブロ
- ムルシエラゴ
- ガヤルド
- セスト・エレメント
- アヴェンタドール
- アヴェンタドールS
- アヴェンタドールSV
- アヴェンタドールSVJ
- アヴェンタドール ウルティメ

- 5-95ザガート
- SC18アルストン
- SC20
- ウラカン・スーパートロフェロ
- アヴェンタドールJ

### 過去の車種ベースの限定モデル

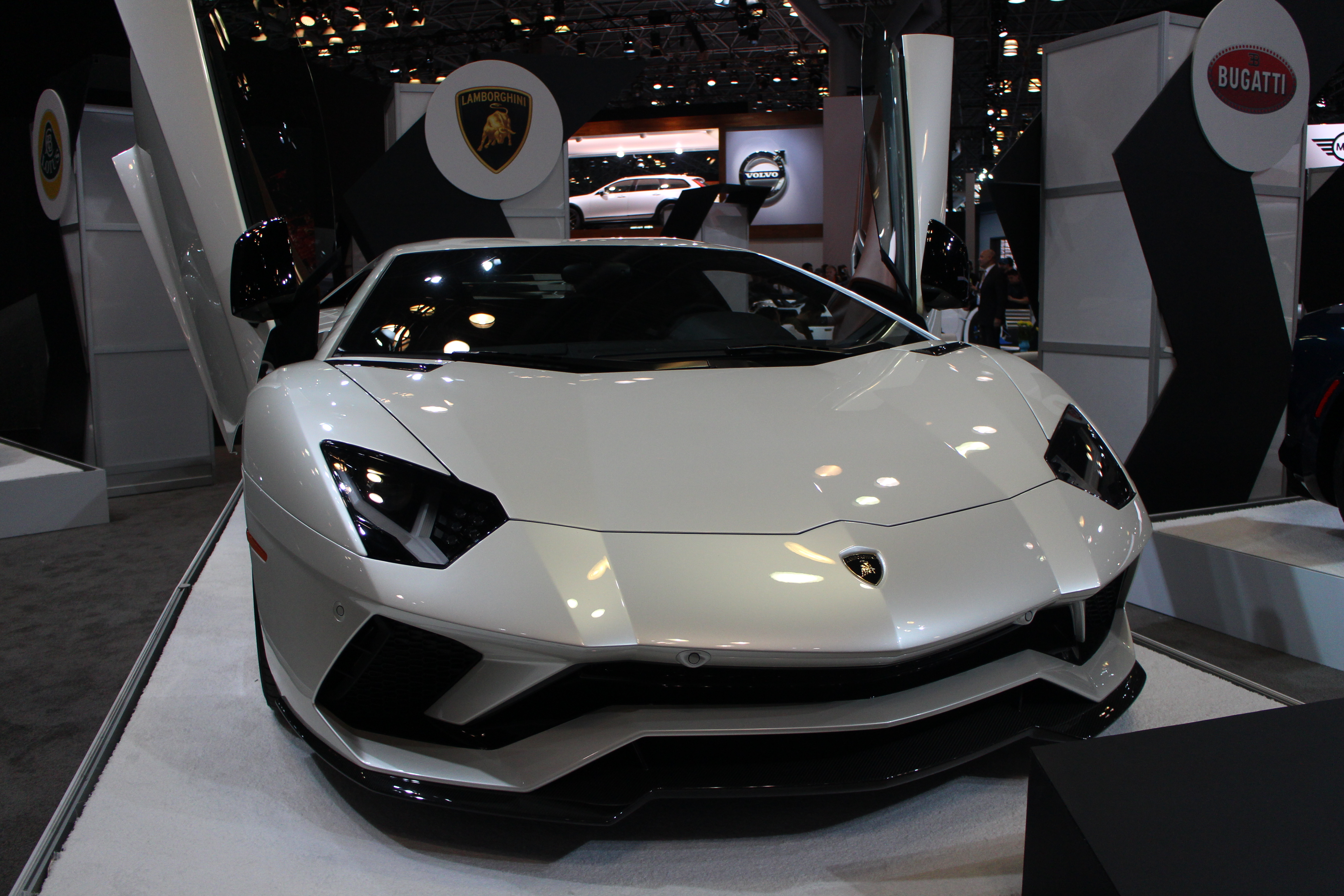
アヴェンタドールS

- イオタ
- レヴェントン
- ヴェネーノ
- チェンテナリオ
- シアン FKP 37
- カウンタック LPI 800-4
- インベンシブル
- オーテンティカロードスター

### コンセプトカー
- 350GTV
- 350GTS
- 3500GTZ
- フライングスターII
- 400GTモンツァ
- マルツァル
- ミウラロードスター
- ブラボー
- チーター
- ファエナ
- アトン
- LM001
- LMA002
- マルコポーロ
- LM003
- LM004
- P132
- ポルトフィーノ
- ジェネシス
- P140
- ソニア
- ヴェーラ
- ディアブロ ロードスター プロトタイプ
- カーラ
- ラプター
- コアトル
- P147カント
- P147アコスタ
- プレグンタ
- コンセプトS
- ミウラ・コンセプト
- エイラー
- エストーケ
- ウルス
- エゴイスタ
- アステリオン
- テルツォ・ミッレニオ
- V12 ビジョングランツーリスモ
- ランザドール

### コンセプトバイク
- デザイン90

## 歴代の主な車種のスペック
| 性能                       |          |          |          |                |                       |       |          |              |          |                    |                    |          |           |
| モデル名                   | 全長     | 全幅     | 全高     | ホイールベース | トレッド              | W/T比 | 重量     | 気筒数、配置 | 排気量   | 最高出力           | 最大トルク         | 乗車定員 | 生産台数  |
| 350GT                      | 4,500 mm | 1,630 mm | 1,220 mm | 2,500 mm       | (前)mm/(後)mm         |       | 1,450 kg | FR縦置きV12  | 3,497 cc | 270 馬力/,00 rpm   | 0 kgm/,000 rpm     | 2+1名    | 131台説他 |
| ミウラSV                   | 4,360 mm | 1,780 mm | 1,050 mm | 2,504 mm       | (前)1412mm/(後)1514mm | 1.71  | 1,245 kg | MR横置きV12  | 3,900 cc | 385 馬力/7,850 rpm | 40.7 kgm/5,750 rpm | 2名      |           |
| カウンタックLP400          | 4,140 mm | 1,890 mm | 1,070 mm | 2,450 mm       | (前)1500mm/(後)1520mm | 1.62  | 1,065 kg | MR縦置きV12  | 3,929 cc | 375 馬力/8,000 rpm | 36.8 kgm/5,500 rpm | 2名      | 150台     |
| シルエット                 | 4,320 mm | 1,880 mm | 1,120 mm | 2,450 mm       | (前)1448mm/(後)1467mm | 1.68  | 1,240 kg | MR横置きV8   | 2,996 cc | 269 馬力/,000 rpm  | . kgm/,500 rpm     | 2名      | 台        |
| カウンタックアニバーサリー | 4,200 mm | 2,000 mm | 1,070 mm | 2,500 mm       | (前)1536mm/(後)1606mm | 1.59  | 1,680 kg | MR縦置きV12  | 5,167 cc | 455 馬力/7,000 rpm | 51.0 kgm/5,200 rpm | 2名      | 657台     |
| ディアブロVT               | 4,460 mm | 2,040 mm | 1,105 mm | 2,650 mm       | (前)1540mm/(後)1640mm | 1.67  | 1,625 kg | MR縦置きV12  | 5,707 cc | 492 馬力/7,000 rpm | .0 kgm/,00 rpm     | 2名      | 台        |
| ムルシエラゴ6.2            | 4,580 mm | 2,045 mm | 1,135 mm | 2,665 mm       | (前)1640mm/(後)1700mm | 1.60  | 1,650 kg | MR縦置きV12  | 6,200 cc | 588 馬力/7,500 rpm | .0 kgm/,00 rpm     | 2名      | 台        |
| ガヤルド                   | 4,300 mm | 1,900 mm | 1,165 mm | 2,560 mm       | (前)1622mm/(後)1592mm | 1.59  | 1,430 kg | MR縦置きV10  | 5,000 cc | 500 馬力/7,500 rpm | .0 kgm/4,500 rpm   | 2名      | 台        |
| アヴェンタドールLP700-4    | 4,780 mm | 2,030 mm | 1,136 mm | 2,700 mm       | (前)1720mm/(後)1700mm | 1.58  | 1,575 kg | MR縦置きV12  | 6,500 cc | 700 馬力/8,250 rpm | 70.3 kgm/5,500 rpm | 2名      | 台        |
| ウラカンLP610-4            | 4,459 mm | 1,924 mm | 1,165 mm | 2,620 mm       | (前)1670mm/(後)1620mm | 1.59  | 1,422 kg | MR縦置きV10  | 5,200 cc | 610 馬力/8,250 rpm | 57.1 kgm/6,500 rpm | 2名      | 台        |
| カウンタックLPI800-4       | 4,870 mm | 2,099 mm | 1,139 mm | 2,700 mm       | (前)1784mm/(後)1709mm | 1.55  | 1,595 kg | MR縦置きV12  | 6,498 cc | 814 馬力/8,500 rpm | 73.4 kgm/6,750 rpm | 2名      | 112台     |

## 販売
2006年の総納車台数は2,087台、2007年では2,580台、2015年の年間世界販売台数が3,245台だった。
日本での販売
- 1968年～1972年 - ミツワ自動車（東京）が日本への輸入権を所持。
- 1972年～1980年 - シーサイドモーターが輸入権を所持。
- 1984年～1989年 - ジャクスが輸入権を所持。
- 1991年～1997年 - ガレーヂ伊太利屋が輸入権を所持。
- 1998年～2002年 - ミツワ自動車が輸入権を所持。
- 2002年～2021年 - アウディ・ジャパンが輸入権を所持。
- 2022年～ - フォルクスワーゲングループジャパンが輸入権を所持

1999年のアウディグループ入りに伴い、2001年、アウディ・ジャパンの事業部として「ランボルギーニ・ジャパン」（Automobili Lamborghini Japan、東京都・世田谷区）が設立された。実質的な輸入業務はアウディ・ジャパンの親会社である「フォルクスワーゲングループジャパン」（VGJ）が行い、VGJの埠頭（愛知県豊橋市）から陸揚げされ、VGJの整備工場で整備、出荷されている。
アウディグループ入り以前の日本でのビジネスは東名阪を中心にした小規模ディーラーが中心になっていたが、ランボルギーニ・ジャパンの設立以降は本格的に正規ディーラー網を全国的に整備し、サービス品質の向上や全世界統一CIの導入などにより日本でのブランド再構築を進めた。結果、それまで2ケタ台だった販売台数が右肩上がりで3ケタ台での上昇を続け、2020年には631台（統計資料、JAIA日本自動車輸入組合）を記録した。2019年からはメーカー認定中古車制度を発足。2020年には六本木にショールーム「ランボルギーニ ザ・ラウンジ東京」を開店した。2022年1月1日付けでアウディ・ジャパンがVGJに吸収合併されたことで日本での輸入元はVGJとなったが、販売体制はそのまま継続される。
2007年3月には、ランボルギーニ大阪を経営する光岡自動車の顧客情報がインターネット上に公開されてしまう事件が起きた。
日本での正規ディーラー網（2023年現在）
- コーンズ（東京）
- ボロネーゼ/SKYグループ（東京・横浜）
- クインオート/ジーライオングループ（名古屋）
- 光岡自動車（大阪・神戸）
- タジマモーターコーポレーション（仙台・広島）
- アール・ピー・エム（福岡[注 1]：ランボルギーニジャパン正規ディーラーおよび世界共通CI導入第1号店。）
- 光洋自動車/VTホールディングス（札幌）

ちなみに、ランボルギーニトラクターも日本国内で販売されており、かつてフェラーリの輸入元であったコーンズの関連会社である株式会社コーンズエージーが販売を行っている。

## モータースポーツ
かつては創業者のフェルッチオが「レースには出ない」ことを社是としていた。これは「当時のフェラーリがレースを本業として市販車はそのための資金稼ぎと位置づけ、ユーザーをないがしろにしていたことに対し反発したため」「フェルッチオの息子が反対を押し切る形でレースに夢中になっており、刺激しないため」「フェルッチオ自身がレース中の事故により大ケガを負った経験によるもの」など様々な説があったが、会社から正式なアナウンスは出ていない。

### ダカール・ラリー
1988年にLM002が参戦。本来は1987年からワークス参戦の予定であったが、スポンサーのトラブルにより見送られた。代わりにスイスのプライベーターが運用し、総合10位でのフィニッシュとなった。

### F1

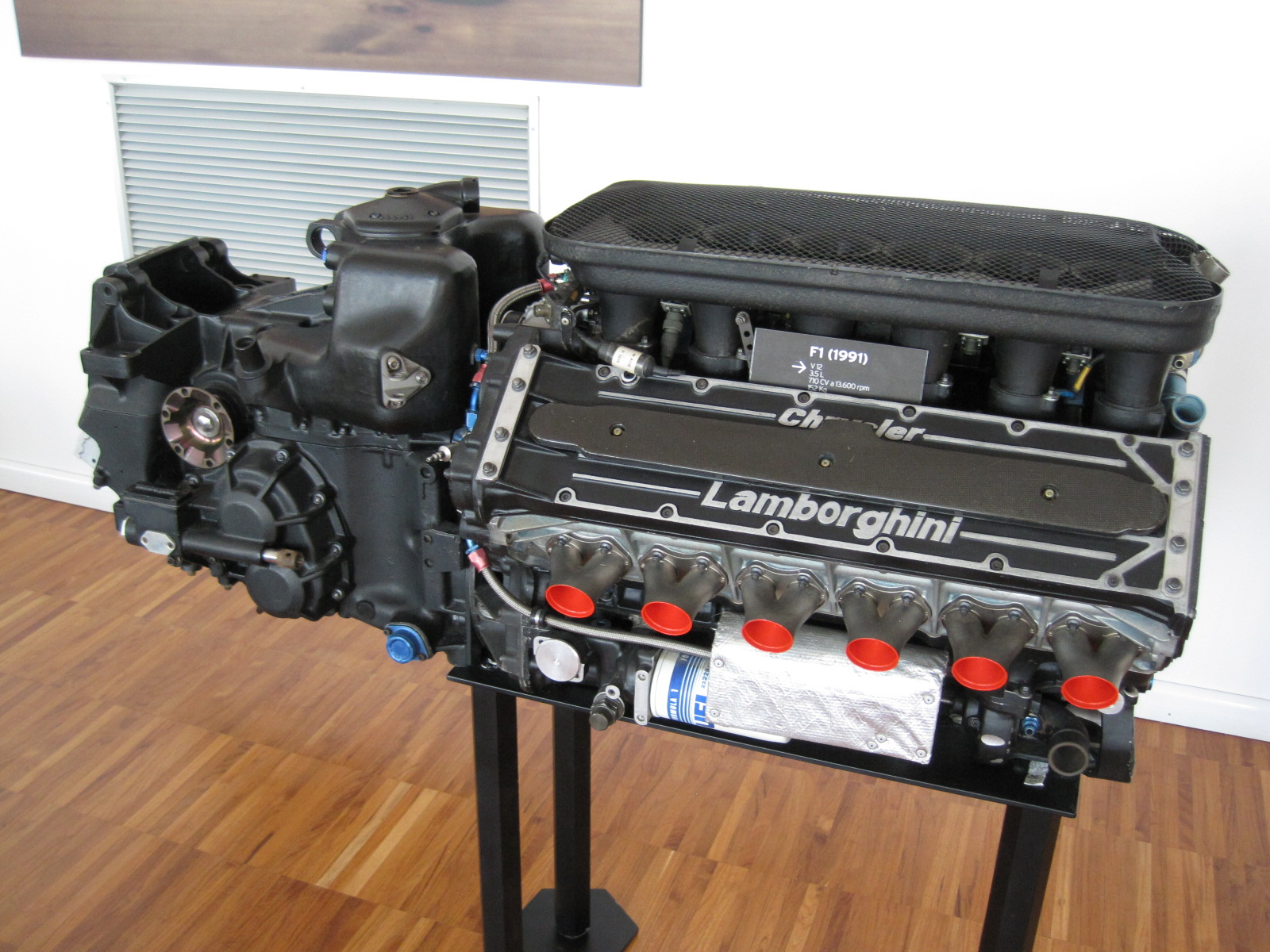
ランボルギーニ3512エンジン

クライスラー傘下に入った後の1989年、ラルースチームへのエンジン供給の形で、F1グランプリ参戦を開始した。
1990年に、メキシコで結成されたチーム「グラスF1」向けにF1マシンを含めて製作を行っていた。エントリーが認められたものの、グラスF1設立を提言したメキシコ人の富豪が資金を持ち逃げしたこともあり、資金が底をつき参戦困難となった。これによる参戦キャンセルによる違約金支払を回避するために、ランボルギーニが実質的なワークス・チーム、モデナに再編成して参戦した。しかし、マウロ・フォルギエリが設計したマシンは時代遅れもはなはだしいもので、目立った成績をあげることはなく、同年に撤退した。エンジンのレイアウトはV12で、独特な高音の排気音であり、それについては同じV12エンジンを搭載したフェラーリへの評価を上回るものだった。
1993年にはエンジンを再設計し大幅にパワーアップ（親会社のクライスラー名義）、翌年のエンジン供給を考慮して、コスワースHBエンジンの非力さに苦しみ、ルノーエンジンに匹敵するパワーのあるエンジンを求めていたマクラーレンがテストを実施したものの、マクラーレンはプジョーとの提携を選び、この結果ランボルギーニはF1を去ることとなった。テストでステアリングを握ったのはミカ・ハッキネンで、同時に彼がランボルギーニエンジン搭載車の最後のドライバーとなっている。
なお鈴木亜久里が日本グランプリで日本人としてはじめて3位入賞を飾ったローラ・LC90もランボルギーニ製ユニットを搭載していた。
供給したチーム
- ラルース - 1989年 - 1990年、1992年 - 1993年
  - 1989-1990年はローラ製シャシーを使用。1992年はヴェンチュリーの名称で参戦。
- ロータス - 1990年
- リジェ - 1991年
- モデナ - 1991年
- ミナルディ - 1992年
- マクラーレン - 1993年（テストのみ）

### SUPER GT
JLOC（Japan Lamborghini Owner's Club）より、全日本GT選手権の初期から参戦している。当初は漫画家の池沢さとしがドライバーを務めた。参戦時のマシンはカウンタックだったが、1995年～2004年にディアブロ、2004年からはムルシエラゴ、2007年からガヤルド、2016年からウラカンにて参戦している。これにランボルギーニも全面的に協力しており、このレースのためにディアブロ以降のマシンをワンオフ作成している。2005年からはGT300クラスにエントリーし2006年第1戦にて初優勝した。ランボルギーニがFIAの国際格式レースで優勝したのはこれが初めてのことだった。

### スクアドラ・コルセ
ランボルギーニのレース部門である。各国のサーキットを転戦するワンメイクレース「ブランパン・スーパ－・トロフェオ」シリーズは、2009年にヨーロッパで始まり、2012年にはアジアで、翌年から北米でも開催されている。

### WEC/IMSA
2024年よりFIA 世界耐久選手権（WEC）のハイパーカークラス、並びにウェザーテック・スポーツカー選手権のGTPクラスに参戦を開始。そのための車としてLMDhマシンのランボルギーニ・SC63をリジェ・オートモーティブと共に開発した。ただしWECへの参戦は2024年のみとなり、2025年からはIMSAのGTPクラスに集中する。

## ポロ・ストリコ
2015年4月にサンタアガタ·ボロニェーゼのランボルギーニの社内部門レストレーション・センターが“ランボルギーニ・ポロ・ストリコ（Polo Storico Lamborghini）” の名称で同社の歴史的モデルに関するレストアや鑑定を行う部門としてリニューアルされた。1963年から2001年までに生産された350GT、400GT、イスレロ、エスパーダ、ミウラ、カウンタックからディアブロまで、すべてのランボルギーニの修復と車両認定書発行機関を含む、会社の歴史的アーカイブの管理、車両復元センターを有し、歴史的なランボルギーニモデルの純正スペアパーツを提供する。
レストア、作製された車両（一部）
- 最初のプロジェクト　ミウラ50周年2016で発表

1971年式ミウラSV、#4846 オリジナルのVerde Metallizata（メタリックグリーン）外装/タン色革内装。Miura SV1号車
- 2018年2月7日～11日　パリ　サロンレトロモービルで発表

1967年式ミウラP400、#3264 ヴェルデスキャンダル（黄緑色）外装。
1976年式カウンタックLP400、#1120204　オリジナルの黄色外装/タバコ色革内装。
- 2018年6月発表

1968年式ミウラ（イオタ）SVR、#3781 （赤色）/黒革内装。
- 2019年2月6日～10日　パリ　サロンレトロモービルで発表

1967年式ミウラSV、#3673 ロッソコルサ（赤色）、裾部の金帯外装/黒革内装。オーナーはジャン・トッド。
- 2019年

1972年式カウンタックLP400プロト、#1120001　Verde Medio（緑色）外装/タン色革内装。
- 2020年2月5日　パリ　サロンレトロモービルで発表

1973年式ミウラ（イオタ）SVJ#4860 メタリックシルバー外装/黒革内装。Miura SVJ4号車。
- 2021年10月1～3日　イタリアロンバルディア州のホテル「ヴィラデステ」での「コンコルソデレガンツァ」（Concorso d'Eleganza Villa d'Este）で発表

2021年式新規復刻作製カウンタックLP500プロト、C*120002PS、Giallo Fly Speciale（黄色）外装/黒革内装。

### アーキヴィオ・ストリコ・ランボルギーニ
ポロ・ストリコのアーカイブ専門部署。歴代モデルについて使用されたパーツやその技術に至るまで、全てをデジタルでアーカイブし、これまでのランボルギーニ歴代モデルに関する文書や設計図、ボディ・カラー、レザー、画像、ランボルギーニがこれまでに作成した刊行物などが収められている。

## アド・ペルソナム
2006年に開始され、2013年から規模を拡張。同社のモデルを個別にカスタマイズしたいという顧客に対応するスタジオである。
ランボルギーニ製造施設内に設置された同スタジオでは、新車購入時にカラーリングやインテリアトリムなどを思い通りに仕上げたいという顧客の要望に応えるため、エキスパートスタッフが個別対応する。

## ランボルギーニ・デイ
2016年から開始されたアウトモビリ・ランボルギーニ主催の全国のランボルギーニオーナー向けのイベント。
- 2016年9月16日　新宿区霞ヶ丘町1丁目「聖徳記念絵画館」「フェルッチョ・ランボルギーニ生誕100周年」「ランボルギーニ・ミウラ50周年」
- 2017年10月20日　港区芝公園3丁目「東京プリンスホテル」「最初のランボルギーニ400GTが輸入されて50周年」
- 2018年11月21日　神奈川県横浜市鶴見区末広町1丁目　「横浜スーパーファクトリー」「Lamborghini Day Japan 2018」
- 2019年11月22日　大阪府大阪市港区海岸通2丁目　「ジーライオンミュージアム」「Lamborghini Day Japan 2019」

## 関連人物
- フェルッチオ・ランボルギーニ
- ジャンパオロ・ダラーラ
- パオロ・スタンツァーニ
- マルチェロ・ガンディーニ
- ボブ・ウォレス
- ステファノ・ドメニカリ
- フェルディナント・ピエヒ
- ミィティア・ボルケルト